# Agrupació Femenina de Propaganda Cooperatista
L'Agrupació Femenina de Propaganda Cooperatista va ser la coordinadora dels grups femenins cooperativistes que s'havien format dins de les diferents cooperatives catalanes. Fundada el 1932 a la Federació Provincial de Cooperatives de Barcelona durant la Segona República Espanyola, va coordinar esforços per visibilitzar, donar suport, assistir i formar les dones actives en el cooperativisme, fomentar la seva participació activa en el món del cooperativisme en general, inclús en l'administració.
Va ser la culminació de dècades de lluita femenina per assolir el reconeixement de la seva ingent tasca dins les cooperatives i per assolir drets de ple. Des del moment de l'aparició de les cooperatives a Catalunya a finals del s. XIX, les dones havien format un part essencial de les cooperatives, desenvolupant tasques per portar les entitats endavant, però no eren tingudes en compte ni tenien cap dret reconegut.
Les artífexs o dinamitzadores d'aquesta Agrupació eren, entre d'altres, la Regina de Lamo Jiménez (1870-1947), la Micaela Chalmeta i Martí (1863-1951) i la Maria Palomera i Giró (1905-1937), la mort de la qual va contribuir a precipitar la fi de l'agrupació. Algunes de les més involucrades també eren l'Àngela Graupera i Gil (1876-1940), la Rosa Forment, la Dolors Abelló, l'Antonia Sancho i l'Empar Coloma i Chalmeta (segle XX).
L'Agrupació va restar en vigor fins al 1938 o 39, cap a la fi de la Guerra Civil, tot i que la seva centralitat com a ens propagandístic minvà ja el 1938 a favor de la més bel·ligerant Secció Central d'Activitats Femenines dins la Unió de Joventuts Cooperatistes de Catalunya.

## Cooperatives participants
A l'Agrupació hi havia les seccions de dones d'una varietat de cooperatives del territori Català, i dintre de la Federació Provincial de Cooperatives de Barcelona. Entre elles:
- La Moral de Badalona
- Cooperativa del Centre Obrer Aragonès
- Cooperativa La Fraternitat de la Barceloneta
- i moltes altres